# Dolomedes fimbriatus
Dolomedes fimbriatus — вид великих павуків родини Pisauridae. Один з двох видів роду Dolomedes у Європі, один з небагатьох коловодних видів павуків. Павуки плавають у різних водоймах, пірнають, ловлять різноманітних водних безхребетних, можуть поїдати мальків риб, пуголовків.
Довжина тіла самця 0,9-1,5 см, самиці — 0,9-2,2 см. Тіло брунатне, міцне. Головогруди бурі, зі світлою смугою вздовж бічних країв. На нижній поверхні головогрудей світла пляма. На черевці також дві світлі смуги, іноді між ними два ряди невеликих світлих плям. Ноги жовтуваті, вкриті чорними щетинками.
Павук трапляється у болотистих областях, на берегах стоячих або повільно проточних водойм, у болотистих чи прибережних лісах. Живиться комахами, павуками, пуголовками, мальками риб. При небезпеці пірнає під воду. Самиця відкладає до 1000 яєць у великий кокон, який прикріплює до рослин і охороняє.
Внесений до регіональних червоних книг Татарстану та Мордовії. Раніше був внесений до червоної книги Ленінградської області, але пізніше з неї виключений.